# Conseil de famille (droit)
 (octobre 2016).
Si vous disposez d'ouvrages ou d'articles de référence ou si vous connaissez des sites web de qualité traitant du thème abordé ici, merci de compléter l'article en donnant les références utiles à sa vérifiabilité et en les liant à la section « Notes et références ».
Pour les articles homonymes, voir Conseil de famille.
En droit, un conseil de famille est une assemblée de quelques personnes qui a pour but de prendre des décisions concernant une personne de leur famille reconnue comme n'étant pas apte à les prendre seule.
En matière de gouvernance familiale, le rôle du conseil de famille est, par une charte familiale écrite faisant loi, d'organiser le bon fonctionnement de la famille avec comme objectif principal de bien régir les rôles et fonction de chacun dans les relations directes ou indirectes avec l'entreprise dans l'ordre et la discipline.

## Droit par État

### France
Le conseil de famille est une assemblée de parents ou alliés, amis ou voisins de la famille composée, au minimum, de quatre membres (la réforme de 2007 a réduit le quantum de six personnes exigé auparavant), désignés par le juge des tutelles (art. 399 C. civil). Il se réunit sous la présidence de ce dernier quand les circonstances l'exigent (articles 407 à 409 du code civil).
Le conseil de famille est l'un des organes de contrôle du tuteur. Ses attributions sont :
- Il nomme le tuteur quand la tutelle n'est ni testamentaire ni légale[1]. Il nomme le subrogé tuteur (art. 409 C. civil). Il statue sur les excuses du tuteur et du subrogé tuteur et prononce leur destitution.
- Il règle le budget de la tutelle (art. 401 C. civil) et autorise les actes les plus graves concernant les biens ou la personne sous tutelle (art. 457 c.civ).

Désignation des parents
Aucun lien de parenté n'empêche une personne de participer à un conseil de famille d'un de ses proches.
Les parents sont choisis autant que possible à parts égales dans les parentés paternelle et maternelle. Si les femmes sont admises dans les conseils de famille depuis la loi du 20 mars 1917, un couple ne peut faire partie du même conseil. La proximité géographique des domiciles peut influencer le choix du parent admis au conseil, des amis ou voisins pouvant les remplacer en cas de très grand éloignement.
Obligations
Les parents sont tenus de participer au conseil auquel ils sont convoqués et peuvent être condamnés à une amende si une excuse n'est pas fournie. Tout membre doit se présenter en personne ou mandater une personne à condition que celle-ci remplisse les conditions pour être membre de ce conseil.
La moitié au moins des membres doivent être présents pour que leur délibération soit valide.
Frais
Les frais des conseils sont en général mis à la charge de la personne qui motive leur réunion, mais peuvent par exemple être imputés à d'éventuels créanciers.
Les conseils de famille procédant d'une juridiction gracieuse peuvent bénéficier à ce titre de l'assistance judiciaire.

### Québec
En droit québécois, le conseil de famille est appelé « conseil de tutelle ». Il est formé  de trois personnes désignées par une assemblée de parents, d’alliés ou d’amis. Les règles concernant le conseil de tutelle sont énoncées aux articles 222 à 239 du Code civil du Québec.